# Teateråret 1940

## Händelser

### Okänt datum
- Karl Gerhard framför för första gången Den ökända hästen från Troja, kupletten förbjöds sedan att framföras.
- Per-Axel Branner tar över Nya Teatern i Stockholm
- Calle Flygare grundar Calle Flygare Teaterskola

## Årets uppsättningar

### Januari
- 1 januari - Karl Gerhards nyårsrevy Dessa virriga tider har premiär på Folkteatern
- 13 januari - Aldo Benedettis lustspel Trettio sekunder kärlek har premiär på Oscarsteatern i regi av Ernst Eklund

### April
- 19 april - Vilhelm Mobergs pjäs Änkeman Jarl uruppfördes på Dramaten i Stockholm
- 26 april - Kar de Mummas revy En herre med svans har premiär på Blancheteatern i regi av Leif Amble-Naess.

### Juli
- 31 juli - Karl Gerhards revy Gullregn har premiär på Folkteatern

### Oktober
- 26 oktober - Charleys tant har premiär på Södra teatern i regi av Leif Amble-Naess.

### Okänt datum
- Gösta Jonssons revy Det kommer en vår med ledmusiken Min soldat har premiär på Folkan i Stockholm.
- Luigi Dallapiccola och Antoine de Saint-Exupérys opera Volo di notte (Nattflyg) uruppfördes på Teatro della Pergola i Florens
- Harry Iseborgs radiopjäs Sänd gossen har premiär i Sveriges Radio
- Josef Kjellgrens pjäs Okänd svensk soldat uruppförs på Folkteatern i Stockholm

## Avlidna
- 8 november – Georg Blickingberg, 62, svensk skådespelare.